# Lucio Serrani
Lucio Serrani (San Gemini, 11 marzo 1961) è un ex martellista italiano, tre volte a medaglia in manifestazioni internazionali e 5 volte campione italiano.

## Biografia
Specialista del lancio del martello con un personale di m. 78,02 conseguito all'arena di Milano il 6 settembre 1988, in occasione della vittoria ai Campionati Italiani assoluti. In precedenza aveva già vinto il titolo nel 1984 (con m. 74,72), nell'anno della partecipazione alle Olimpiadi di Los Angeles, che vincerà ancora nel 1986 (con m. 74,80) e nel 1987 (m.74,18). Dopo due anni tornerà a vincere nel 1991 con un lancio a m. 71,88. Partecipante alle Olimpiadi di Los Angeles ed a quelle di Seul. Alle Universiadi ha vinto la medaglia d'argento a Kōbe nel 1985 e quella di bronzo a Zagabria nel 1987. Sempre nel 1987, ai Giochi del Mediterraneo ha vinto la medaglia d'oro a Latakia.

### Attività Master
Nel marzo del 2007 ai tricolori master disputati nell'Arena Civica di Milano ha spopolato nella doppietta martello-martellone, categoria M45. Ha ottenuto un miglior lancio a 48,14 nella specialità che lo aveva visto protagonista anche alle Olimpiadi di Los Angeles e Seoul, e un 14,01 con l'attrezzo più pesante.

## Palmarès
| Anno | Manifestazione          | Sede        | Evento              | Risultato | Misura  | Note  |
| ---- | ----------------------- | ----------- | ------------------- | --------- | ------- | ----- |
| 1984 | Olimpiadi               | Los Angeles | Lancio del martello | 16º       | 70,64 m |       |
| 1985 | Universiadi             | Kōbe        | Lancio del martello | Argento   | 74,08 m | [ 1 ] |
| 1987 | Giochi del Mediterraneo | Latakia     | Lancio del martello | Oro       | 74,30 m | [ 2 ] |
| 1987 | Universiadi             | Zagabria    | Lancio del martello | Argento   | 75,70 m | [ 1 ] |
| 1988 | Olimpiadi               | Seul        | Lancio del martello | 21º       | 70,50 m |       |

## Campionati nazionali
5 titoli nazionali ai Campionati italiani assoluti di atletica leggera (1985/1988 e 1991)